# ア・クイック・ワン
『ア・クイック・ワン』 (A Quick One) は、イングランドのロックバンド、ザ・フーの2作目のアルバム。1966年12月9日リリース。発売元はリアクション・レコード。アメリカでは収録曲を差し替え、『ハッピー・ジャック』のタイトルで、1967年5月にリリースした。発売元はデッカ・レコード。全英4位、全米67位を記録。『ローリング・ストーン誌が選ぶオールタイム・ベストアルバム500』に於いて、384位にランクイン。

## 解説
本作のレコーディングは1966年8月から11月にかけて、ライヴ活動と並行して散発的に行われた。プロデューサーは、当時のマネージャーだったキット・ランバート。レコーディングは主にロンドンのIBCスタジオやパイ・スタジオで行われたが、一部の楽曲はピート・タウンゼントのフラットで録音されている。当初のアルバムタイトルは『ジグソー・パズル』だった。
本作の大きな特徴として、ザ・フーの全てのオリジナル・アルバムの中で唯一、メンバー全員が自作の楽曲を最低1曲提供している点が挙げられる。これは当時、もう一人のマネージャーだったクリス・スタンプがザ・フーの楽曲を管理していたエセックス・ミュージックから「メンバー全員が2曲ずつ曲を書いたら各自に現金500ポンドを前払いする」という約束を取り付けていたためである。この結果、タウンゼント作の楽曲は全10曲の収録曲の半分以下の4曲になったが、この点もザ・フーのオリジナル・アルバムの中で本作だけが持つ特徴である。前作の1stアルバム『マイ・ジェネレーション』にはカバー曲が3曲収録されたが、本作ではマーサ&ザ・ヴァンデラスの「恋はヒートウェーヴ」1曲のみとなっている。ジョン・エントウィッスルとキース・ムーンは、自分の曲でリード・ボーカルをとった。
本作が製作・発表された1966年は、デビュー時のプロデューサーだったシェル・タルミーとの版権をめぐる法的な争いが生じたり、かねてからの問題であったメンバー同士の衝突が激化してロジャー・ダルトリーとムーンが一時バンドを脱退するなど、苦難続きの1年であった。然し本作には、そのような事情を感じさせないほどポップで前向きな楽曲が並んでいる。前作は一触即発の最悪な雰囲気の中でレコーディングされたが、本作のレコーディングは「最初から最後まで楽しいものだった」とタウンゼントは振り返っている。本作ではチェンバロやエントウィッスルが得意とするホルンをはじめとする金管楽器など、前作では使用されなかった楽器が次々に導入され、楽曲やサウンド面に幅を持たせている。本作では外部ミュージシャンの起用はなく、「くもの巣と謎」で使用されたトロンボーンやチューバといった金管楽器を含めて、全てメンバーによる演奏である。
最終曲の「クイック・ワン」は、ランバートの「短い曲を集めて10分程度の物語の曲を書く」という助言から生まれたオペラ風の組曲で、後のロック・オペラ・アルバム『トミー』（1969年）の布石とも言える作品である。エントウィッスルの「ボリスのくも野郎」は、1982年のフェアウェル・コンサート・ツアーに至るまで、長きにわたってコンサートで取り上げられた。
アルバムジャケットのデザインはアラン・アルドリッジによる。

## 各国盤
イギリスでは1966年12月に、本作には収録されていない新曲「ハッピー・ジャック」のシングルと同時に発表された。
アメリカでは、1967年3月にシングル・リリースされた「ハッピー・ジャック」が「恋はヒート・ウェイヴ」の代わりに収録され、アルバム『ハッピー・ジャック』として1967年5月にリリースされた。表ジャケットのデザインはイギリス盤のものと同じで、タイトル文字だけを変えたものとなっているが、裏ジャケットは大きく異なり、各メンバーの紹介文が記載されていた。イギリス盤はモノラルのみだったが、アメリカ盤はモノラルとステレオの2バージョンだった。だが実際の音源では、トゥルーステレオと擬似ステレオのものが混在していた。
ヨーロッパ数カ国では、収録曲、曲順共にイギリス盤ともアメリカ盤とも異なる独自の編集盤『ザ・フー』（The Who）がリリースされた。日本では、この『ザ・フー』の曲順を入れ替えた編集盤『アイム・ア・ボーイ』がリリースされた。このアルバムのジャケットに使用された演奏中のバンドの写真にはタウンゼントが写っておらず、メンバーが揃っていないという珍しいジャケットになった。

## リイシュー
本作も前作『マイ・ジェネレーション』ほどではないにせよ、何度か発売休止の憂き目に遭っている。イギリスではランバートとスタンプがトラック・レコードを設立したことにより一度市場から消え、1970年に一度復活。1974年には次作『セル・アウト』(1968年）との2枚組A Quick One (Happy Jack) / The Who Sell Outで再登場するが、その後再び発売休止となった。ヨーロッパでも上記の『The Who』が代わりに長年流通しており、本作がオリジナル・アルバムとして正当に扱われなかった時期が続いた。イギリスと日本では、1988年にモノラル版がCD化されているが、すぐに廃盤となっている。
1995年にリリースされたリマスター／リミックスCDでは、1966年11月にリリースされたザ・フー初のEP盤『レディ・ステディ・フー』に収録されていた曲や、シングルB面曲、その他完全未発表曲の全10曲が追加収録された。この1995年版では、良好なステレオマスターが未発見だったためモノラル、ステレオ、擬似ステレオが混在した状態だったが、2003年にマスターが全面改訂され、ステレオミックスが存在しない「恋のマイ・ウェイ」を除き全曲がステレオ化された。2008年には日本限定でモノラル、ステレオ両バージョンに未発表バージョンを追加し、さらに各国のLP／EP、シングル各盤を再現したスリーヴを同梱したボックス・セット「コレクターズ・ボックス」を発表。2012年にはやはり日本限定で「コレクターズ・ボックス」をダウンサイジングし、さらに最新リマスター音源を使用した「コレクターズ・エディション」が発表された。リマスタリングはいずれもジョン・アストリーが担当。

## 収録曲
特記なき限り、作詞・作曲はピート・タウンゼント。

### UKオリジナル版
- A面

1. ラン・ラン・ラン - Run Run Run
2. ボリスのくも野郎 - Boris the Spider (John Entwistle)
3. アイ・ニード・ユー - I Need You (Keith Moon)
4. ウィスキー・マン - Whiskey Man (Entwistle)
5. 恋はヒートウェーヴ - Heatwave (Holland/Dozier/Holland)
6. くもの巣と謎 - Cobwebs and Strange (Moon)

- B面

1. ふりむかないで - Don't Look Away
2. 恋のマイウェイ - See My Way (Roger Daltrey)
3. ソー・サッド・アバウト・アス - So Sad About Us
4. クイック・ワン - A Quick One While He's Away

### US版 (Happy Jack)
- A面

1. ラン・ラン・ラン - Run Run Run
2. ボリスのくも野郎 - Boris the Spider (Entwistle)
3. アイ・ニード・ユー - I Need You (Moon)
4. ウィスキー・マン - Whiskey Man (Entwistle)
5. くもの巣と謎 - Cobwebs and Strange (Moon)
6. ハッピー・ジャック - Happy Jack

- B面

1. ふりむかないで - Don't Look Away
2. 恋のマイウェイ - See My Way (Daltrey)
3. ソー・サッド・アバウト・アス - So Sad About Us
4. クイック・ワン - A Quick One While He's Away

### 1995年リマスター版
☆はこの版で初登場
　※1.～10. UKオリジナル版に同じ
1. バットマン - Batman (Neal Hefti) [注釈 6]
2. バケット・T - Bucket "T" (Dean Torrence, Roger Christian, Donald J. Altfeld) [注釈 6]
3. バーバラ・アン - Barbara Ann (Fred Fassert) [注釈 6]
4. ディスガイジズ - Disguises [注釈 6]
5. ドクター・ドクター - Doctor Doctor (Entwistle) [注釈 7]
6. アイヴ・ビーン・アウェイ - I've Been Away (Entwistle) [注釈 8]
7. イン・ザ・シティ - In the City (Entwistle,Moon) [注釈 9]
8. ハッピー・ジャック（アコースティック・ヴァージョン） - Happy Jack ☆
9. マン・ウィズ・マネー - Man with Money (Don Everly, Phil Everly) ☆
10. マイ・ジェネレーション/希望と栄光の国 - My Generation/Land of Hope and Glory (Townshend, Edward Elgar) ☆

### コレクターズ・ボックス（2008年）／コレクターズ・エディション（2012年）
- ディスク1（モノラル）

　※1.～10. UKオリジナル版に同じ
1. 恋のピンチ・ヒッター - Substitute
2. 恋のサークル - Circles [注釈 6]
3. アイム・ア・ボーイ - I'm A Boy
4. イン・ザ・シティ - In the City (Entwistle,Moon)
5. バットマン - Batman (Hefti)
6. バケット・T - Bucket "T" (Torrence, Christian, Altfeld)
7. バーバラ・アン  - Barbara Ann (Fassert)
8. ディスガイジズ - Disguises
9. ハッピー・ジャック - Happy Jack
10. 寂しい別れ - I've Been Away (Entwistle)
11. 恋のピンチ・ヒッター（USシングル・ヴァージョン） - Substitute (US Single Version)
12. アイム・ア・ボーイ（オルタネイト・ヴァージョン） - I'm A Boy (Alternate Version)
13. バットマン（インストゥルメンタル） - Batman (Instrumental) (Hefti)
14. ハッピー・ジャック（アコースティック・ヴァージョン） - Happy Jack (Acoutic Version)
15. ハッピー・ジャック（オルタネイト・ミックス） - Happy Jack (Alternate Mix)

- ディスク2（ステレオ）

　※1.～10. UKオリジナル版に同じ
1. アイム・ア・ボーイ - I'm A Boy
2. イン・ザ・シティ - In the City (Entwistle,Moon)
3. バットマン - Batman (Hefti)
4. バケット・T - Bucket "T" (Torrence, Christian, Altfeld)
5. バーバラ・アン  - Barbara Ann (Fassert)
6. ディスガイジズ - Disguises
7. 寂しい別れ - I've Been Away (Entwistle)
8. マン・ウィズ・マネー - Man with Money (Everly, Everly)
9. マイ・ジェネレーション/希望と栄光の国 - My Generation/Land of Hope and Glory (Townshend, Elgar)
10. アイム・ア・ボーイ（オルタネイト・ヴァージョン） - I'm A Boy (Alternate Version)